# Büffelweber

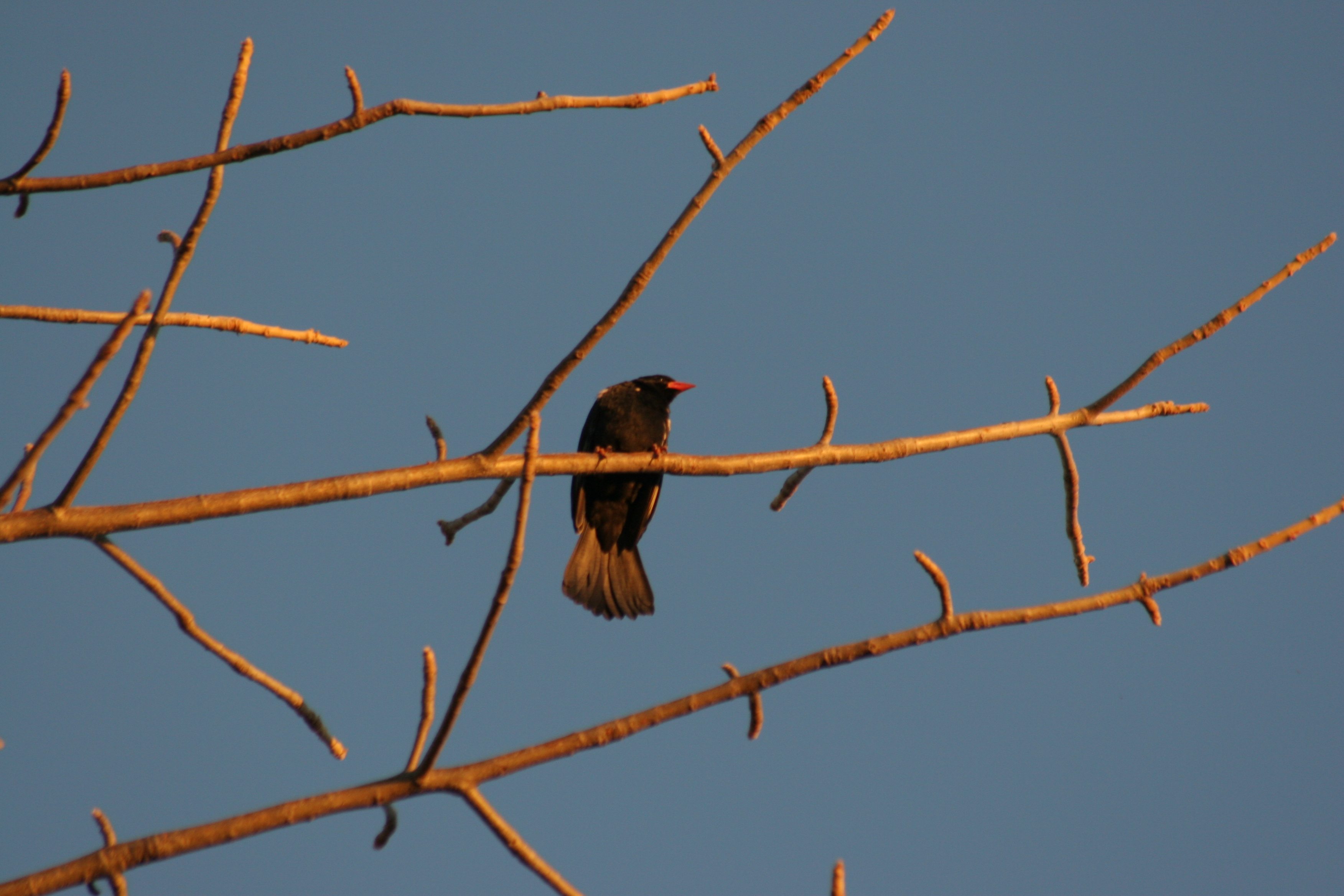
Büffelweber

Der Büffelweber (Bubalornis niger) ist eine Vogelart der Gattung Bubalornis aus der Familie der Webervögel (Ploceidae) und ist in den Dornbusch-Steppen Ostafrikas beheimatet.
Es werden zwei Unterarten unterschieden. Die IUCN stuft den Büffelweber als nicht gefährdet (least concern) ein.

## Erscheinungsbild
Mit einer Körperlänge von 24 cm und einer Körpermasse von 65 g gehört er zu den größten Vertretern der Webervögel. Der Sexualdimorphismus ist nicht sehr stark ausgeprägt.
Das Federkleid des Männchens ist dunkel schokoladenbraun. Auf den vorderen Flügeldeckfedern und den Schwingen sind die Federn weiß gesäumt, der Schnabel ist mennigrot, die Augen sind braun und die Füße rötlichbraun. Die Weibchen sind auf der Körperoberseite einfarbig dunkel schokoladenbraun, am Kinn und an der Kehle weisen die Federn breite weiße Säume auf. Die Flanken, der Bauch und die Schenkel sowie die Unterschwanzdecken sind gleichfalls dunkelbraun. Der Schnabel ist bei den Weibchen dunkel hornfarben, die Augen dunkelbraun und die Beine hellbraun. Jungvögel sind blass braun, ihre Körperunterseite ist weiß gefleckt, der Schnabel ist orangegelb bis hell rötlich.
Vom Alektoweber (Bubalornis albirostris), der zur selben Gattung gehört, unterscheidet sich der Büffelweber durch seine Schnabelfarbe.

## Verbreitungsgebiet und Lebensraum
Der Büffelweber ist ein Endemit des südlichen Afrikas, das Verbreitungsgebiet ist nicht zusammenhängend, in der Republik Südafrika kommt er beispielsweise auf Hochplateaus vor, dagegen fehlt er in den Tiefebenen. Zu den afrikanischen Ländern, in denen er vorkommt, zählen neben der Republik Südafrika Angola, Botswana, Äthiopien, Kenia, Mosambik, Namibia, Ruanda, Somalia, Sudan, Eswatini, Tansania, Uganda, Sambia und Simbabwe.
Der Lebensraum des Büffelweber ist die trockene Savanne, er kommt unter anderem in der Mopane und in lichten Wäldern bestehend aus Akazien und Affenbrotbäumen in Höhenlagen von weniger als 1.500 Höhenmetern vor. Er benötigt für die Anlage seiner Nester große Bäume, was das lückenhafte Auftreten in einigen Regionen erklärt.
Er ist in weiten Teilen seines Verbreitungsgebietes ein Standvogel, allerdings kommt es in einigen Regionen zu saisonalen Wanderungen. So fehlt er während der Trockenzeit im Kruger-Nationalpark und kehrt erst wieder im Oktober in diesen südafrikanischen Nationalpark zurück.

## Lebensweise
Büffelweber ernähren sich von Samen, Insekten und Früchten. Seine Nahrung sucht er überwiegend am Boden. Er bewegt sich dort laufend und hüpfend fort. Nicht brütende Büffelweber bilden Trupps von bis zu 50 Individuen. Im südlichen Afrika ist er häufig mit anderen Vogelarten wie beispielsweise Lappenstar, Grünschwanz-Glanzstar, Mevesglanzstar, Riesenglanzstar, Weißflankenbatis, Trauerdrongo, Rotzügel-Sylvietta und Damarasperling vergesellschaftet. In Somali sind die Trupps im Winterhalbjahr kleiner und umfassen lediglich zwanzig bis dreißig Individuen. Hier sind die Trupps häufig mit Starweber und dem Dreifarben-Glanzstar sowie gelegentlich mit dem Goldschnabelhopf vergesellschaftet. In Kenia werden Trupps von Büffelwebern vom Langschwanzwürger begleitet.
Zu ihren Fressfeinden gehören Adler, Marabu sowie Schlangen. Bedroht sind vor allem Nestlinge während der Brutzeit. Enge röhrenförmige Einfluglöcher an der Unterseite des in Baumwipfeln erbauten Gemeinschaftsnestes sollen Feinden den Zutritt erschweren.
Ein Gelege besteht aus drei bis vier Eiern.

### Nest
Büffelweber bauen Gemeinschaftsnester, die in einzelne Nistkammern unterteilt sind. Ein Nest wird manchmal von mehreren hundert Vögeln bewohnt. Die ausschließlich von den Männchen erbaute Behausung aus trockenem Gras und Reisig kann eine Höhe von etwa drei Metern und eine Breite von etwa 4,50 m erreichen. Es kommt vor, dass Bäume unter dem Gewicht eines solchen riesigen Nestes zusammenbrechen. Das Nest wird mehrere Jahre lang benutzt und dabei stetig erweitert und ausgebessert.

### Sexualität
Beide Geschlechter haben eine Genitalöffnung, die sie beim Paarungsakt gegeneinander pressen. Das Männchen besitzt neben seiner Geschlechtsöffnung ein phalloides Organ aus Bindegewebe, das allerdings nicht der Spermienübertragung dient. Während des relativ lang andauernden Paarungsvorgangs (ca. 30 Minuten) reibt das Männchen, bevor es aus seiner Geschlechtsöffnung ejakuliert, diesen Pseudophallus an den Genitalien des Weibchens. Bei der Ejakulation schüttelt und zuckt der ganze Körper des Männchens, was nahelegt, dass es einen intensiven Orgasmus erlebt.
Büffelweber haben – Männchen wie Weibchen – jeweils mehrere Geschlechtspartner. Wie bei vielen promiskuitiven Vogelarten ist das Weibchen imstande, das Sperma nach der Begattung wieder auszuscheiden und so einem nachfolgenden Bewerber die Befruchtung zu ermöglichen, sollte es diesen bevorzugen. Es wird vermutet, dass die genitale Stimulation des Weibchens einen Einfluss auf diese Bevorzugung und die damit verbundene genetische Auslese hat.